# Plesina nigroscutellata
Plesina nigroscutellata là một loài ruồi trong họ Tachinidae.